# Жан-Бедел Бокаса
Бокаса I Централноафрикански, Жан-Бедел Бокаса, Салах Ед-дин Ахмед Бокаса, е политик и военен от Централноафриканската република (ЦАР).
Той е президент на ЦАР от 1 януари 1966 г. до 4 декември 1976 г. и след това император на Централноафриканската империя до свалянето му на 20 септември 1979 г. Счита се, че е сред най-екстравагантните военни диктатори в света през 20 в.